# Parys Okai
Parys Okai (Londres, 23 de noviembre de 1984 - Leicester, 30 de octubre de 2013) fue un jugador de fútbol profesional inglés que jugaba en la demarcación de centrocampista.

## Biografía
Parys Okai debutó como futbolista profesional en 2002 a los 18 años de edad con el Luton Town FC.
Tras permanecer durante dos años en el club fue traspasado al Dunstable Town FC. También jugó para el Bedford Town FC, Cambridge United FC, Hitchin Town FC, Kettering Town FC, Rugby Town FC, Barton Rovers FC, St Neots Town FC, Arlesey Town FC, Armadale SC, Adelaide Galaxy y finalmente para el Northcote City FC australiano, club en el que permaneció hasta su fallecimiento.
Parys Okai falleció el 30 de octubre de 2013 en Leicester a los 28 años de edad tras ser llevado al hospital tres días antes al haber enfermado en un evento musical celebrado en el O2 Academy Leicester.

## Clubes
| Club                | País       | Año         |
| ------------------- | ---------- | ----------- |
| Luton Town FC       | Inglaterra | 2002 - 2004 |
| Dunstable Town FC   | Inglaterra | 2004 - 2005 |
| Bedford Town FC     | Inglaterra | 2005        |
| Cambridge United FC | Inglaterra | 2005 - 2006 |
| Hitchin Town FC     | Inglaterra | 2006        |
| Kettering Town FC   | Inglaterra | 2006 - 2007 |
| Rugby Town FC       | Inglaterra | 2007        |
| Hitchin Town FC     | Inglaterra | 2007 - 2008 |
| Barton Rovers FC    | Inglaterra | 2008        |
| Dunstable Town FC   | Inglaterra | 2008 - 2009 |
| St Neots Town FC    | Inglaterra | 2009 - 2010 |
| Arlesey Town FC     | Inglaterra | 2010        |
| Armadale SC         | Australia  | 2011 - 2012 |
| Adelaide Galaxy     | Australia  | 2012        |
| Northcote City FC   | Australia  | 2012 - 2013 |